# Liechtensteinischer Landtag
Liechtensteinischer Landtag er navnet på Liechtensteins parlament, der består af 25 parlamentsmedlemmer, hvilket gør det til et lille parlament internationalt set. Præsidenten og vicepræsidenten for parlamentet vælges hvert år på åbningsdagen.
Landtag er folkets organ, der varetager dets rettigheder og interesser, idet Liechtensteins forfatning siger, at fyrstedømmet er et arveligt monarki.
I februar 2008 blev en ny parlamentsbygning taget i brug.
Parlamentet vælges i to valgkredse: Oberland og Unterland. Spærregrænsen er 8 % og en periode varer fire år.

## Eksterne links
- Wikimedia Commons har flere filer relateret til Liechtensteinischer Landtag

| Politik | Spire Denne artikel om politik og ideologi er en spire som bør udbygges. Du er velkommen til at hjælpe Wikipedia ved at udvide den. |